# Sognavo l'Africa
Sognavo l'Africa (I Dreamed of Africa) è un romanzo della scrittrice italiana Kuki Gallmann. 
È un'opera autobiografica in cui si racconta la gioventù di Gallmann (in Italia), il trasferimento in Kenya (1972) e le vicissitudini dei successivi anni trascorsi in Africa, in una fattoria nella pianura di Laikipia. 
Dal romanzo è stato tratto nel 2000 il film Sognando l'Africa, di Hugh Hudson, con Kim Basinger nella parte di Kuki Gallmann.